# Pelidnota thiliezi
Pelidnota thiliezi är en skalbaggsart som beskrevs av Soula 2009. Pelidnota thiliezi ingår i släktet Pelidnota och familjen Rutelidae. Inga underarter finns listade i Catalogue of Life.